# Palmarès du simple messieurs des Internationaux de France
Pour des articles plus généraux, voir Internationaux de France de tennis et Liste des champions de tennis vainqueurs en Grand Chelem en simple.
Ce tableau présente le palmarès du simple messieurs des Internationaux de France depuis la première apparition en 1891 du championnat de France de tennis, précurseur des actuels Internationaux de France de tennis. 
Ce palmarès est également présent dans le tableau le combinant aux palmarès simples messieurs des trois autres tournois du Grand Chelem (palmarès de Wimbledon, palmarès de l'US Open, palmarès de Melbourne).

## Champions les plus titrés
| Joueur         | Titres | Premier | Dernier |
| Max Decugis    | 8      | 1903    | 1914    |
| Paul Aymé      | 4      | 1897    | 1900    |
| André Vacherot | 4      | 1894    | 1901    |
| Maurice Germot | 3      | 1905    | 1910    |

| Joueur          | Titres | Premier | Dernier |
| Rafael Nadal    | 14     | 2005    | 2022    |
| Björn Borg      | 6      | 1974    | 1981    |
| Henri Cochet    | 4      | 1926    | 1932    |
| René Lacoste    | 3      | 1925    | 1929    |
| Ivan Lendl      | 3      | 1984    | 1987    |
| Mats Wilander   | 3      | 1982    | 1988    |
| Gustavo Kuerten | 3      | 1997    | 2001    |
| Novak Djokovic  | 3      | 2016    | 2023    |

## Historique du tournoi
De 1891 à 1924, la compétition est réservée aux joueurs amateurs de toute nationalité étant licenciés dans un club français. Elle n'est pas officiellement reconnue comme faisant partie des tournois du Grand Chelem. Ces Championnats de France se disputèrent alternativement à la Croix-Catelan sur l'île de Puteaux et au Tennis Club de Paris. Les Internationaux de France créés en 1926 furent disputé à Saint-Cloud et sur les terrains du Racing Club avant d'être organisés au stade de Roland-Garros à Paris, érigé en 1928 pour permettre aux Quatre Mousquetaires de défendre la Coupe Davis arrachée aux États-Unis l'année précédente.
Alors que le tournoi s'ouvre définitivement aux joueurs étrangers en 1925 devenant les Internationaux de France, cette compétition reste interdite aux joueurs officiellement déclarés professionnels. Parmi les principaux joueurs professionnels non autorisés à disputer ce championnat figurent, dans l'ordre chronologique : Karel Koželuh et Hans Nüsslein, Bill Tilden (à partir de 1931), Henri Cochet (à partir de 1933), Ellsworth Vines (à partir de 1934), Fred Perry (à partir de 1937), Donald Budge (à partir de 1939), Bobby Riggs et Frank Kovacs (à partir de 1942), Jack Kramer (à partir de 1948), Pancho Segura (à partir de 1948), Frank Parker (à partir de 1950), Pancho Gonzales (à partir de 1950), Frank Sedgman (à partir de 1953), Tony Trabert (à partir de 1956), Ken Rosewall (à partir de 1957), Lew Hoad (à partir de 1958), Andrés Gimeno (à partir de 1961), Rod Laver (à partir de 1963) et Fred Stolle (à partir de 1966). Ces joueurs peuvent néanmoins disputer un tournoi distinct : les Internationaux de France professionnels.
Les premiers Internationaux de France de tennis Open (vainqueur Ken Rosewall) furent organisés en mai-juin 1968 alors que les derniers Internationaux de France professionnels (vainqueur Rod Laver) se déroulèrent quelques semaines plus tard en juillet 1968. 
Durant la Seconde Guerre mondiale, le stade Roland-Garros est réquisitionné par les autorités nazies et devient un camp de transit pour étrangers jugés indésirables. Mais dès 1941, le tournoi reprend ses droits, c'est le tournoi de France. Seuls les Français et quelques francophones jouent ces éditions qui ne sont pas reconnues au palmarès officiel par la Fédération française de tennis (FFT),.
En 1968, le promoteur des huit professionnels sous contrat (John Newcombe, Tony Roche, Nikola Pilić, Roger Taylor, Butch Buchholz, Cliff Drysdale, Pierre Barthes et Dennis Ralston) avec l'organisation du World Championship Tennis (WCT), empêcha ses joueurs de disputer les Internationaux de France Open car il ne souhaitait pas que ses joueurs disputent un tournoi où figuraient des professionnels de l'organisation concurrente (la National Tennis League, NTL) qui employait Rod Laver, Ken Rosewall, Andrés Gimeno, Pancho Gonzales, Fred Stolle et Roy Emerson. 
Dans les années qui suivirent, plusieurs grands joueurs ne disputèrent pas le tournoi pour des motifs variés :
- en 1970, les 24 professionnels de la WCT (qui venait d'absorber la NTL) ne vinrent pas car les garanties offertes n'étaient pas suffisantes pour les promoteurs (Rosewall, Laver, Newcombe et autres absents) ;
- en 1971, seuls 16 joueurs sur 32 de la WCT disputèrent le tournoi (Rosewall, Laver, Newcombe et autres encore absents) ;
- en 1972, tous les joueurs de la WCT (plus de 32) furent bannis par la Fédération Internationale de Lawn Tennis (ILTF en anglais) du circuit traditionnel de janvier à juillet et en particulier à Roland-Garros et à Wimbledon.

En 1974, Philippe Chatrier, alors président de la Fédération française de tennis (FFT), interdit aux joueurs sous contrat avec World Team Tennis (WTT) de fouler les courts du stade Roland-Garros : Newcombe, Rosewall et Connors (finalement vainqueur des trois autres tournois du Grand Chelem cette année-là) ne purent disputer le tournoi, l'Américain faisant même appel à l'avocat Robert Badinter pour le défendre, sans succès.
Dans les années qui suivirent les joueurs sous contrat avec WTT ne purent se rendre à Roland-Garros (par exemple Ilie Năstase en 1976, Björn Borg en 1977).
En 1925, 1939 et 1946, le tournoi se déroule en 6 tours au lieu de 7 les autres années et actuellement. En 1973 (vainqueur Ilie Năstase) ainsi qu'en 1974 et 1975 (vainqueur Björn Borg), les deux premiers tours sont joués en 2 sets gagnants au lieu de 3.

## Palmarès
| No                       | Date       | Nom et lieu du tournoi                                                                     | Catégorie                                                                                  | Dotation                                                                                   | Surface                                                                                    | Vainqueur                                                                                  | Finaliste                                                                                  | Score                                                                                      |                                                                                            |
| ------------------------ | ---------- | ------------------------------------------------------------------------------------------ | ------------------------------------------------------------------------------------------ | ------------------------------------------------------------------------------------------ | ------------------------------------------------------------------------------------------ | ------------------------------------------------------------------------------------------ | ------------------------------------------------------------------------------------------ | ------------------------------------------------------------------------------------------ | ------------------------------------------------------------------------------------------ |
| Championnat de France    |            |                                                                                            |                                                                                            |                                                                                            |                                                                                            |                                                                                            |                                                                                            |                                                                                            |                                                                                            |
| 001                      | 1891       | Championnat de France, Paris                                                               |                                                                                            | NC $                                                                                       | Terre (ext.)                                                                               | H. Briggs                                                                                  | P. Baigneres                                                                               | 6-3, 6-2                                                                                   | Tableau                                                                                    |
| 002                      | 1892       | Championnat de France, Paris                                                               |                                                                                            | NC $                                                                                       | Terre (ext.)                                                                               | Claude Anet                                                                                | Francis Louis Fassitt                                                                      | 6-2, 1-6, 6-2                                                                              | Tableau                                                                                    |
| 003                      | 1893       | Championnat de France, Paris                                                               |                                                                                            | NC $                                                                                       | Terre (ext.)                                                                               | L. Riboulet                                                                                | Claude Anet                                                                                | 6-3, 6-3                                                                                   | Tableau                                                                                    |
| 004                      | 1894       | Championnat de France, Paris                                                               |                                                                                            | NC $                                                                                       | Terre (ext.)                                                                               | André Vacherot                                                                             | Georges Brosselin                                                                          | 1-6, 6-3, 6-3                                                                              | Tableau                                                                                    |
| 005                      | 1895       | Championnat de France, Paris                                                               |                                                                                            | NC $                                                                                       | Terre (ext.)                                                                               | André Vacherot                                                                             | L. Riboulet                                                                                | 9-7, 6-2                                                                                   | Tableau                                                                                    |
| 006                      | 1896       | Championnat de France, Paris                                                               |                                                                                            | NC $                                                                                       | Terre (ext.)                                                                               | André Vacherot                                                                             | Georges Brosselin                                                                          | 6-1, 7-5                                                                                   | Tableau                                                                                    |
| 007                      | 27-06-1897 | Championnat de France, Paris                                                               |                                                                                            | NC $                                                                                       | Terre (ext.)                                                                               | Paul Aymé                                                                                  | Archibald Warden                                                                           | 4-6, 6-4, 6-2                                                                              | Tableau                                                                                    |
| 008                      | 1898       | Championnat de France, Paris                                                               |                                                                                            | NC $                                                                                       | Terre (ext.)                                                                               | Paul Aymé                                                                                  | Paul Lebreton                                                                              | 5-7, 6-1, 6-2                                                                              | Tableau                                                                                    |
| 009                      | 1899       | Championnat de France, Paris                                                               |                                                                                            | NC $                                                                                       | Terre (ext.)                                                                               | Paul Aymé                                                                                  | Paul Lebreton                                                                              | 9-7, 3-6, 6-3                                                                              | Tableau                                                                                    |
| 010                      | 1900       | Championnat de France, Paris                                                               |                                                                                            | NC $                                                                                       | Terre (ext.)                                                                               | Paul Aymé                                                                                  | André Prévost                                                                              | 6-3, 6-0                                                                                   | Tableau                                                                                    |
| 011                      | 1901       | Championnat de France, Paris                                                               |                                                                                            | NC $                                                                                       | Terre (ext.)                                                                               | André Vacherot                                                                             | Paul Lebreton                                                                              | 2-6, 6-2, 6-2                                                                              | Tableau                                                                                    |
| 012                      | 18-06-1902 | Championnat de France, Paris                                                               |                                                                                            | NC $                                                                                       | Terre (ext.)                                                                               | Marcel Vacherot                                                                            | Max Decugis                                                                                | 6-4, 6-2                                                                                   | Tableau                                                                                    |
| 013                      | 1903       | Championnat de France, Paris                                                               |                                                                                            | NC $                                                                                       | Terre (ext.)                                                                               | Max Decugis                                                                                | André Vacherot                                                                             | 6-3, 6-2                                                                                   | Tableau                                                                                    |
| 014                      | 1904       | Championnat de France, Paris                                                               |                                                                                            | NC $                                                                                       | Terre (ext.)                                                                               | Max Decugis                                                                                | André Vacherot                                                                             | 6-1, 9-7, 6-8, 6-1                                                                         | Tableau                                                                                    |
| 015                      | 1905       | Championnat de France, Paris                                                               |                                                                                            | NC $                                                                                       | Terre (ext.)                                                                               | Maurice Germot                                                                             | André Vacherot                                                                             | 4-6, 6-4, 6-3, 6-3                                                                         | Tableau                                                                                    |
| 016                      | 1906       | Championnat de France, Paris                                                               |                                                                                            | NC $                                                                                       | Terre (ext.)                                                                               | Maurice Germot                                                                             | Max Decugis                                                                                | 5-7, 6-3, 6-4, 1-6, 6-3                                                                    | Tableau                                                                                    |
| 017                      | 1907       | Championnat de France, Paris                                                               |                                                                                            | NC $                                                                                       | Terre (ext.)                                                                               | Max Decugis                                                                                | Robert Wallet                                                                              | 6-0, 6-3, 6-1                                                                              | Tableau                                                                                    |
| 018                      | 1908       | Championnat de France, Paris                                                               |                                                                                            | NC $                                                                                       | Terre (ext.)                                                                               | Max Decugis                                                                                | Maurice Germot                                                                             | 6-2, 6-1, 3-6, 10-8                                                                        | Tableau                                                                                    |
| 019                      | 1909       | Championnat de France, Bordeaux                                                            |                                                                                            | NC $                                                                                       | Terre (ext.)                                                                               | Max Decugis                                                                                | Maurice Germot                                                                             | 3-6, 2-6, 6-4, 6-4, 6-4                                                                    | Tableau                                                                                    |
| 020                      | 1910       | Championnat de France, Paris                                                               |                                                                                            | NC $                                                                                       | Terre (ext.)                                                                               | Maurice Germot                                                                             | François Blanchy                                                                           | 6-1, 6-3, 4-6, 6-3                                                                         | Tableau                                                                                    |
| 021                      | 1911       | Championnat de France, Paris                                                               | challenge round                                                                            | NC $                                                                                       | Terre (ext.)                                                                               | André Gobert                                                                               | Maurice Germot                                                                             | 6-1, 8-6, 7-5                                                                              | Tableau                                                                                    |
| 022                      | 1912       | Championnat de France, Paris                                                               |                                                                                            | NC $                                                                                       | Terre (ext.)                                                                               | Max Decugis                                                                                | Maurice Germot                                                                             | 6-1,7-5,6-0                                                                                | Tableau                                                                                    |
| 023                      | 1913       | Championnat de France, Paris                                                               | challenge round                                                                            | NC $                                                                                       | Terre (ext.)                                                                               | Max Decugis                                                                                | Georges Gault                                                                              | 6-1, 6-3, 6-3                                                                              | Tableau                                                                                    |
| 024                      | 1914       | Championnat de France, Paris                                                               | challenge round                                                                            | NC $                                                                                       | Terre (ext.)                                                                               | Max Decugis                                                                                | Jean Samazeuilh                                                                            | 3-6, 6-1, 6-4, 6-4                                                                         | Tableau                                                                                    |
| –                        | 1915-1919  | Pas de tournoi (Première Guerre mondiale)                                                  | Pas de tournoi (Première Guerre mondiale)                                                  | Pas de tournoi (Première Guerre mondiale)                                                  | Pas de tournoi (Première Guerre mondiale)                                                  | Pas de tournoi (Première Guerre mondiale)                                                  | Pas de tournoi (Première Guerre mondiale)                                                  | Pas de tournoi (Première Guerre mondiale)                                                  | Pas de tournoi (Première Guerre mondiale)                                                  |
| 025                      | 1920       | Championnat de France, Paris                                                               | challenge round                                                                            | NC $                                                                                       | Terre (ext.)                                                                               | André Gobert                                                                               | Max Decugis                                                                                | 6-3, 3-6, 1-6, 6-2, 6-3                                                                    | Tableau                                                                                    |
| 026                      | 1921       | Championnat de France, Paris                                                               | challenge round                                                                            | NC $                                                                                       | Terre (ext.)                                                                               | Jean Samazeuilh                                                                            | André Gobert                                                                               | 6-3, 6-3, 2-6, 7-5                                                                         | Tableau                                                                                    |
| 027                      | 1922       | Championnat de France, Paris                                                               | challenge round                                                                            | NC $                                                                                       | Terre (ext.)                                                                               | Henri Cochet                                                                               | Jean Samazeuilh                                                                            | 8-6, 6-3, 7-5                                                                              | Tableau                                                                                    |
| 028                      | 1923       | Championnat de France, Paris                                                               |                                                                                            | NC $                                                                                       | Terre (ext.)                                                                               | François Blanchy                                                                           | Max Decugis                                                                                | 1-6, 6-2, 6-0, 6-2                                                                         | Tableau                                                                                    |
| 029                      | 1924       | Championnat de France, Paris                                                               |                                                                                            | NC $                                                                                       | Terre (ext.)                                                                               | Jean Borotra                                                                               | René Lacoste                                                                               | 7-5, 6-4, 0-6, 5-7, 6-2                                                                    | Tableau                                                                                    |
| Internationaux de France |            |                                                                                            |                                                                                            |                                                                                            |                                                                                            |                                                                                            |                                                                                            |                                                                                            |                                                                                            |
| 030                      | 1925       | Internationaux de France, Paris                                                            | G. Chelem                                                                                  | NC $                                                                                       | Terre (ext.)                                                                               | René Lacoste                                                                               | Jean Borotra                                                                               | 7-5, 6-1, 6-4                                                                              | Tableau                                                                                    |
| 031                      | 1926       | Internationaux de France, Paris                                                            | G. Chelem                                                                                  | NC $                                                                                       | Terre (ext.)                                                                               | Henri Cochet                                                                               | René Lacoste                                                                               | 6-2, 6-4, 6-3                                                                              | Tableau                                                                                    |
| 032                      | 1927       | Internationaux de France, Paris                                                            | G. Chelem                                                                                  | NC $                                                                                       | Terre (ext.)                                                                               | René Lacoste                                                                               | Bill Tilden                                                                                | 6-4, 4-6, 5-7, 6-3, 11-9                                                                   | Tableau                                                                                    |
| 033                      | 1928       | Internationaux de France, Paris                                                            | G. Chelem                                                                                  | NC $                                                                                       | Terre (ext.)                                                                               | Henri Cochet                                                                               | René Lacoste                                                                               | 5-7, 6-3, 6-1, 6-3                                                                         | Tableau                                                                                    |
| 034                      | 1929       | Internationaux de France, Paris                                                            | G. Chelem                                                                                  | NC $                                                                                       | Terre (ext.)                                                                               | René Lacoste                                                                               | Jean Borotra                                                                               | 6-3, 2-6, 6-0, 2-6, 8-6                                                                    | Tableau                                                                                    |
| 035                      | 1930       | Internationaux de France, Paris                                                            | G. Chelem                                                                                  | NC $                                                                                       | Terre (ext.)                                                                               | Henri Cochet                                                                               | Bill Tilden                                                                                | 3-6, 8-6, 6-3, 6-1                                                                         | Tableau                                                                                    |
| 036                      | 1931       | Internationaux de France, Paris                                                            | G. Chelem                                                                                  | NC $                                                                                       | Terre (ext.)                                                                               | Jean Borotra                                                                               | Christian Boussus                                                                          | 2-6, 6-4, 7-5, 6-4                                                                         | Tableau                                                                                    |
| 037                      | 1932       | Internationaux de France, Paris                                                            | G. Chelem                                                                                  | NC $                                                                                       | Terre (ext.)                                                                               | Henri Cochet                                                                               | Giorgio De Stefani                                                                         | 6-0, 6-4, 4-6, 6-3                                                                         | Tableau                                                                                    |
| 038                      | 1933       | Internationaux de France, Paris                                                            | G. Chelem                                                                                  | NC $                                                                                       | Terre (ext.)                                                                               | Jack Crawford                                                                              | Henri Cochet                                                                               | 8-6, 6-1, 6-3                                                                              | Tableau                                                                                    |
| 039                      | 1934       | Internationaux de France, Paris                                                            | G. Chelem                                                                                  | NC $                                                                                       | Terre (ext.)                                                                               | Gottfried von Cramm                                                                        | Jack Crawford                                                                              | 6-4, 7-9, 3-6, 7-5, 6-3                                                                    | Tableau                                                                                    |
| 040                      | 1935       | Internationaux de France, Paris                                                            | G. Chelem                                                                                  | NC $                                                                                       | Terre (ext.)                                                                               | Fred Perry                                                                                 | Gottfried von Cramm                                                                        | 6-3, 3-6, 6-1, 6-3                                                                         | Tableau                                                                                    |
| 041                      | 1936       | Internationaux de France, Paris                                                            | G. Chelem                                                                                  | NC $                                                                                       | Terre (ext.)                                                                               | Gottfried von Cramm                                                                        | Fred Perry                                                                                 | 6-0, 2-6, 6-2, 2-6, 6-0                                                                    | Tableau                                                                                    |
| 042                      | 1937       | Internationaux de France, Paris                                                            | G. Chelem                                                                                  | NC $                                                                                       | Terre (ext.)                                                                               | Henner Henkel                                                                              | Henry Austin                                                                               | 6-1, 6-4, 6-3                                                                              | Tableau                                                                                    |
| 043                      | 1938       | Internationaux de France, Paris                                                            | G. Chelem                                                                                  | NC $                                                                                       | Terre (ext.)                                                                               | Donald Budge                                                                               | Roderich Menzel                                                                            | 6-3, 6-2, 6-4                                                                              | Tableau                                                                                    |
| 044                      | 1939       | Internationaux de France, Paris                                                            | G. Chelem                                                                                  | NC $                                                                                       | Terre (ext.)                                                                               | Don McNeill                                                                                | Bobby Riggs                                                                                | 7-5, 6-0, 6-3                                                                              | Tableau                                                                                    |
| –                        | 1940-1945  | Pas de tournoi officiel (Seconde Guerre mondiale), voir Tournoi de France pour le palmarès | Pas de tournoi officiel (Seconde Guerre mondiale), voir Tournoi de France pour le palmarès | Pas de tournoi officiel (Seconde Guerre mondiale), voir Tournoi de France pour le palmarès | Pas de tournoi officiel (Seconde Guerre mondiale), voir Tournoi de France pour le palmarès | Pas de tournoi officiel (Seconde Guerre mondiale), voir Tournoi de France pour le palmarès | Pas de tournoi officiel (Seconde Guerre mondiale), voir Tournoi de France pour le palmarès | Pas de tournoi officiel (Seconde Guerre mondiale), voir Tournoi de France pour le palmarès | Pas de tournoi officiel (Seconde Guerre mondiale), voir Tournoi de France pour le palmarès |
| 045                      | 1946       | Internationaux de France, Paris                                                            | G. Chelem                                                                                  | NC $                                                                                       | Terre (ext.)                                                                               | Marcel Bernard                                                                             | Jaroslav Drobný                                                                            | 3-6, 2-6, 6-1, 6-4, 6-3                                                                    | Tableau                                                                                    |
| 046                      | 1947       | Internationaux de France, Paris                                                            | G. Chelem                                                                                  | NC $                                                                                       | Terre (ext.)                                                                               | József Asbóth                                                                              | Eric Sturgess                                                                              | 8-6, 7-5, 6-4                                                                              | Tableau                                                                                    |
| 047                      | 1948       | Internationaux de France, Paris                                                            | G. Chelem                                                                                  | NC $                                                                                       | Terre (ext.)                                                                               | Frank Parker                                                                               | Jaroslav Drobný                                                                            | 6-4, 7-5, 5-7, 8-6                                                                         | Tableau                                                                                    |
| 048                      | 1949       | Internationaux de France, Paris                                                            | G. Chelem                                                                                  | NC $                                                                                       | Terre (ext.)                                                                               | Frank Parker                                                                               | Budge Patty                                                                                | 6-3, 1-6, 6-1, 6-4                                                                         | Tableau                                                                                    |
| 049                      | 1950       | Internationaux de France, Paris                                                            | G. Chelem                                                                                  | NC $                                                                                       | Terre (ext.)                                                                               | Budge Patty                                                                                | Jaroslav Drobný                                                                            | 6-1, 6-2, 3-6, 5-7, 7-5                                                                    | Tableau                                                                                    |
| 050                      | 1951       | Internationaux de France, Paris                                                            | G. Chelem                                                                                  | NC $                                                                                       | Terre (ext.)                                                                               | Jaroslav Drobný                                                                            | Eric Sturgess                                                                              | 6-3, 6-3, 6-3                                                                              | Tableau                                                                                    |
| 051                      | 1952       | Internationaux de France, Paris                                                            | G. Chelem                                                                                  | NC $                                                                                       | Terre (ext.)                                                                               | Jaroslav Drobný                                                                            | Frank Sedgman                                                                              | 6-2, 6-0, 3-6, 6-4                                                                         | Tableau                                                                                    |
| 052                      | 1953       | Internationaux de France, Paris                                                            | G. Chelem                                                                                  | NC $                                                                                       | Terre (ext.)                                                                               | Ken Rosewall                                                                               | Vic Seixas                                                                                 | 6-3, 6-4, 1-6, 6-2                                                                         | Tableau                                                                                    |
| 053                      | 1954       | Internationaux de France, Paris                                                            | G. Chelem                                                                                  | NC $                                                                                       | Terre (ext.)                                                                               | Tony Trabert                                                                               | Arthur Larsen                                                                              | 6-4, 7-5, 6-1                                                                              | Tableau                                                                                    |
| 054                      | 1955       | Internationaux de France, Paris                                                            | G. Chelem                                                                                  | NC $                                                                                       | Terre (ext.)                                                                               | Tony Trabert                                                                               | Sven Davidson                                                                              | 2-6, 6-1, 6-4, 6-2                                                                         | Tableau                                                                                    |
| 055                      | 1956       | Internationaux de France, Paris                                                            | G. Chelem                                                                                  | NC $                                                                                       | Terre (ext.)                                                                               | Lew Hoad                                                                                   | Sven Davidson                                                                              | 6-4, 8-6, 6-3                                                                              | Tableau                                                                                    |
| 056                      | 1957       | Internationaux de France, Paris                                                            | G. Chelem                                                                                  | NC $                                                                                       | Terre (ext.)                                                                               | Sven Davidson                                                                              | Herbert Flam                                                                               | 6-3, 6-4, 6-4                                                                              | Tableau                                                                                    |
| 057                      | 1958       | Internationaux de France, Paris                                                            | G. Chelem                                                                                  | NC $                                                                                       | Terre (ext.)                                                                               | Mervyn Rose                                                                                | Luis Ayala                                                                                 | 6-3, 6-4, 6-4                                                                              | Tableau                                                                                    |
| 058                      | 1959       | Internationaux de France, Paris                                                            | G. Chelem                                                                                  | NC $                                                                                       | Terre (ext.)                                                                               | Nicola Pietrangeli                                                                         | Ian Vermaak                                                                                | 3-6, 6-3, 6-4, 6-1                                                                         | Tableau                                                                                    |
| 059                      | 1960       | Internationaux de France, Paris                                                            | G. Chelem                                                                                  | NC $                                                                                       | Terre (ext.)                                                                               | Nicola Pietrangeli                                                                         | Luis Ayala                                                                                 | 3-6, 6-3, 6-4, 4-6, 6-3                                                                    | Tableau                                                                                    |
| 060                      | 1961       | Internationaux de France, Paris                                                            | G. Chelem                                                                                  | NC $                                                                                       | Terre (ext.)                                                                               | Manuel Santana                                                                             | Nicola Pietrangeli                                                                         | 4-6, 6-1, 3-6, 6-0, 6-2                                                                    | Tableau                                                                                    |
| 061                      | 1962       | Internationaux de France, Paris                                                            | G. Chelem                                                                                  | NC $                                                                                       | Terre (ext.)                                                                               | Rod Laver                                                                                  | Roy Emerson                                                                                | 3-6, 2-6, 6-3, 9-7, 6-2                                                                    | Tableau                                                                                    |
| 062                      | 1963       | Internationaux de France, Paris                                                            | G. Chelem                                                                                  | NC $                                                                                       | Terre (ext.)                                                                               | Roy Emerson                                                                                | Pierre Darmon                                                                              | 3-6, 6-1, 6-4, 6-4                                                                         | Tableau                                                                                    |
| 063                      | 1964       | Internationaux de France, Paris                                                            | G. Chelem                                                                                  | NC $                                                                                       | Terre (ext.)                                                                               | Manuel Santana                                                                             | Nicola Pietrangeli                                                                         | 6-3, 6-1, 4-6, 7-5                                                                         | Tableau                                                                                    |
| 064                      | 1965       | Internationaux de France, Paris                                                            | G. Chelem                                                                                  | NC $                                                                                       | Terre (ext.)                                                                               | Fred Stolle                                                                                | Tony Roche                                                                                 | 3-6, 6-0, 6-2, 6-3                                                                         | Tableau                                                                                    |
| 065                      | 1966       | Internationaux de France, Paris                                                            | G. Chelem                                                                                  | NC $                                                                                       | Terre (ext.)                                                                               | Tony Roche                                                                                 | István Gulyás                                                                              | 6-1, 6-4, 7-5                                                                              | Tableau                                                                                    |
| 066                      | 1967       | Internationaux de France, Paris                                                            | G. Chelem                                                                                  | NC $                                                                                       | Terre (ext.)                                                                               | Roy Emerson                                                                                | Tony Roche                                                                                 | 6-1, 6-4, 2-6, 6-2                                                                         | Tableau                                                                                    |
| Ère Open                 |            |                                                                                            |                                                                                            |                                                                                            |                                                                                            |                                                                                            |                                                                                            |                                                                                            |                                                                                            |
| 067                      | 1968       | Internationaux de France, Paris                                                            | G. Chelem                                                                                  | NC $                                                                                       | Terre (ext.)                                                                               | Ken Rosewall                                                                               | Rod Laver                                                                                  | 6-3, 6-1, 2-6, 6-2                                                                         | Tableau                                                                                    |
| 068                      | 1969       | Internationaux de France, Paris                                                            | G. Chelem                                                                                  | NC $                                                                                       | Terre (ext.)                                                                               | Rod Laver                                                                                  | Ken Rosewall                                                                               | 6-4, 6-3, 6-4                                                                              | Tableau                                                                                    |
| 069                      | 1970       | Internationaux de France, Paris                                                            | G. Chelem                                                                                  | NC $                                                                                       | Terre (ext.)                                                                               | Jan Kodeš                                                                                  | Željko Franulović                                                                          | 6-2, 6-4, 6-0                                                                              | Tableau                                                                                    |
| 070                      | 1971       | Roland-Garros, Paris                                                                       | G. Chelem                                                                                  | NC $                                                                                       | Terre (ext.)                                                                               | Jan Kodeš                                                                                  | Ilie Năstase                                                                               | 8-6, 6-2, 2-6, 7-5                                                                         | Tableau                                                                                    |
| 071                      | 1972       | Roland-Garros, Paris                                                                       | G. Chelem                                                                                  | NC $                                                                                       | Terre (ext.)                                                                               | Andrés Gimeno                                                                              | Patrick Proisy                                                                             | 4-6, 6-3, 6-1, 6-1                                                                         | Tableau                                                                                    |
| 072                      | 1973       | Roland-Garros, Paris                                                                       | G. Chelem                                                                                  | NC $                                                                                       | Terre (ext.)                                                                               | Ilie Năstase                                                                               | Nikola Pilić                                                                               | 6-3, 6-3, 6-0                                                                              | Tableau                                                                                    |
| 073                      | 1974       | Roland-Garros, Paris                                                                       | G. Chelem                                                                                  | NC $                                                                                       | Terre (ext.)                                                                               | Björn Borg                                                                                 | Manuel Orantes                                                                             | 2-6, 6-7, 6-0, 6-1, 6-1                                                                    | Tableau                                                                                    |
| 074                      | 1975       | Roland-Garros, Paris                                                                       | G. Chelem                                                                                  | NC $                                                                                       | Terre (ext.)                                                                               | Björn Borg                                                                                 | Guillermo Vilas                                                                            | 6-2, 6-3, 6-4                                                                              | Tableau                                                                                    |
| 075                      | 1976       | Roland-Garros, Paris                                                                       | G. Chelem                                                                                  | NC $                                                                                       | Terre (ext.)                                                                               | Adriano Panatta                                                                            | Harold Solomon                                                                             | 6-1, 6-4, 4-6, 7-6                                                                         | Tableau                                                                                    |
| 076                      | 1977       | Roland-Garros, Paris                                                                       | G. Chelem                                                                                  | NC $                                                                                       | Terre (ext.)                                                                               | Guillermo Vilas                                                                            | Brian Gottfried                                                                            | 6-0, 6-3, 6-0                                                                              | Tableau                                                                                    |
| 077                      | 1978       | Roland-Garros, Paris                                                                       | G. Chelem                                                                                  | NC $                                                                                       | Terre (ext.)                                                                               | Björn Borg                                                                                 | Guillermo Vilas                                                                            | 6-1, 6-1, 6-3                                                                              | Tableau                                                                                    |
| 078                      | 1979       | Roland-Garros, Paris                                                                       | G. Chelem                                                                                  | NC $                                                                                       | Terre (ext.)                                                                               | Björn Borg                                                                                 | Víctor Pecci                                                                               | 6-3, 6-1, 6-7, 6-4                                                                         | Tableau                                                                                    |
| 079                      | 1980       | Roland-Garros, Paris                                                                       | G. Chelem                                                                                  | NC $                                                                                       | Terre (ext.)                                                                               | Björn Borg                                                                                 | Vitas Gerulaitis                                                                           | 6-4, 6-1, 6-2                                                                              | Tableau                                                                                    |
| 080                      | 1981       | Roland-Garros, Paris                                                                       | G. Chelem                                                                                  | NC $                                                                                       | Terre (ext.)                                                                               | Björn Borg                                                                                 | Ivan Lendl                                                                                 | 6-1, 4-6, 6-2, 3-6, 6-1                                                                    | Tableau                                                                                    |
| 081                      | 1982       | Roland-Garros, Paris                                                                       | G. Chelem                                                                                  | NC $                                                                                       | Terre (ext.)                                                                               | Mats Wilander                                                                              | Guillermo Vilas                                                                            | 1-6, 7-6, 6-0, 6-4                                                                         | Tableau                                                                                    |
| 082                      | 1983       | Roland-Garros, Paris                                                                       | G. Chelem                                                                                  | NC $                                                                                       | Terre (ext.)                                                                               | Yannick Noah                                                                               | Mats Wilander                                                                              | 6-2, 7-5, 7-63                                                                             | Tableau                                                                                    |
| 083                      | 1984       | Roland-Garros, Paris                                                                       | G. Chelem                                                                                  | NC $                                                                                       | Terre (ext.)                                                                               | Ivan Lendl                                                                                 | John McEnroe                                                                               | 3-6, 2-6, 6-4, 7-5, 7-5                                                                    | Tableau                                                                                    |
| 084                      | 1985       | Roland-Garros, Paris                                                                       | G. Chelem                                                                                  | NC $                                                                                       | Terre (ext.)                                                                               | Mats Wilander                                                                              | Ivan Lendl                                                                                 | 3-6, 6-4, 6-2, 6-2                                                                         | Tableau                                                                                    |
| 085                      | 1986       | Roland-Garros, Paris                                                                       | G. Chelem                                                                                  | NC $                                                                                       | Terre (ext.)                                                                               | Ivan Lendl                                                                                 | Mikael Pernfors                                                                            | 6-3, 6-2, 6-4                                                                              | Tableau                                                                                    |
| 086                      | 1987       | Roland-Garros, Paris                                                                       | G. Chelem                                                                                  | NC $                                                                                       | Terre (ext.)                                                                               | Ivan Lendl                                                                                 | Mats Wilander                                                                              | 7-5, 6-2, 3-6, 7-6                                                                         | Tableau                                                                                    |
| 087                      | 1988       | Roland-Garros, Paris                                                                       | G. Chelem                                                                                  | NC $                                                                                       | Terre (ext.)                                                                               | Mats Wilander                                                                              | Henri Leconte                                                                              | 7-5, 6-2, 6-1                                                                              | Tableau                                                                                    |
| 088                      | 1989       | Roland-Garros, Paris                                                                       | G. Chelem                                                                                  | NC $                                                                                       | Terre (ext.)                                                                               | Michael Chang                                                                              | Stefan Edberg                                                                              | 6-1, 3-6, 4-6, 6-4, 6-2                                                                    | Tableau                                                                                    |
| 089                      | 1990       | Roland-Garros, Paris                                                                       | G. Chelem                                                                                  | NC $                                                                                       | Terre (ext.)                                                                               | Andrés Gómez                                                                               | Andre Agassi                                                                               | 6-3, 2-6, 6-4, 6-4                                                                         | Tableau                                                                                    |
| 090                      | 1991       | Roland-Garros, Paris                                                                       | G. Chelem                                                                                  | NC $                                                                                       | Terre (ext.)                                                                               | Jim Courier                                                                                | Andre Agassi                                                                               | 3-6, 6-4, 2-6, 6-1, 6-4                                                                    | Tableau                                                                                    |
| 091                      | 1992       | Roland-Garros, Paris                                                                       | G. Chelem                                                                                  | NC $                                                                                       | Terre (ext.)                                                                               | Jim Courier                                                                                | Petr Korda                                                                                 | 7-5, 6-2, 6-1                                                                              | Tableau                                                                                    |
| 092                      | 1993       | Roland-Garros, Paris                                                                       | G. Chelem                                                                                  | NC $                                                                                       | Terre (ext.)                                                                               | Sergi Bruguera                                                                             | Jim Courier                                                                                | 6-4, 2-6, 6-2, 3-6, 6-3                                                                    | Tableau                                                                                    |
| 093                      | 1994       | Roland-Garros, Paris                                                                       | G. Chelem                                                                                  | NC $                                                                                       | Terre (ext.)                                                                               | Sergi Bruguera                                                                             | Alberto Berasategui                                                                        | 6-3, 7-5, 2-6, 6-1                                                                         | Tableau                                                                                    |
| 094                      | 1995       | Roland-Garros, Paris                                                                       | G. Chelem                                                                                  | NC $                                                                                       | Terre (ext.)                                                                               | Thomas Muster                                                                              | Michael Chang                                                                              | 7-5, 6-2, 6-4                                                                              | Tableau                                                                                    |
| 095                      | 1996       | Roland-Garros, Paris                                                                       | G. Chelem                                                                                  | NC $                                                                                       | Terre (ext.)                                                                               | Ievgueni Kafelnikov                                                                        | Michael Stich                                                                              | 7-6, 7-5, 7-6                                                                              | Tableau                                                                                    |
| 096                      | 1997       | Roland-Garros, Paris                                                                       | G. Chelem                                                                                  | NC $                                                                                       | Terre (ext.)                                                                               | Gustavo Kuerten                                                                            | Sergi Bruguera                                                                             | 6-3, 6-4, 6-2                                                                              | Tableau                                                                                    |
| 097                      | 1998       | Roland-Garros, Paris                                                                       | G. Chelem                                                                                  | NC $                                                                                       | Terre (ext.)                                                                               | Carlos Moyà                                                                                | Àlex Corretja                                                                              | 6-3, 7-5, 6-3                                                                              | Tableau                                                                                    |
| 098                      | 1999       | Roland-Garros, Paris                                                                       | G. Chelem                                                                                  | NC $                                                                                       | Terre (ext.)                                                                               | Andre Agassi                                                                               | Andreï Medvedev                                                                            | 1-6, 2-6, 6-4, 6-3, 6-4                                                                    | Tableau                                                                                    |
| 099                      | 2000       | Roland-Garros, Paris                                                                       | G. Chelem                                                                                  | NC $                                                                                       | Terre (ext.)                                                                               | Gustavo Kuerten                                                                            | Magnus Norman                                                                              | 6-2, 6-3, 2-6, 7-6                                                                         | Tableau                                                                                    |
| 100                      | 2001       | Roland-Garros, Paris                                                                       | G. Chelem                                                                                  | 4 700 806 $                                                                                | Terre (ext.)                                                                               | Gustavo Kuerten                                                                            | Àlex Corretja                                                                              | 6-7, 7-5, 6-2, 6-0                                                                         | Tableau                                                                                    |
| 101                      | 2002       | Roland-Garros, Paris                                                                       | G. Chelem                                                                                  | 5 268 536 $                                                                                | Terre (ext.)                                                                               | Albert Costa                                                                               | Juan Carlos Ferrero                                                                        | 6-1, 6-0, 4-6, 6-3                                                                         | Tableau                                                                                    |
| 102                      | 2003       | Roland-Garros, Paris                                                                       | G. Chelem                                                                                  | 7 202 717 $                                                                                | Terre (ext.)                                                                               | Juan Carlos Ferrero                                                                        | Martin Verkerk                                                                             | 6-1, 6-3, 6-2                                                                              | Tableau                                                                                    |
| 103                      | 2004       | Roland-Garros, Paris                                                                       | G. Chelem                                                                                  | 7 462 318 $                                                                                | Terre (ext.)                                                                               | Gastón Gaudio                                                                              | Guillermo Coria                                                                            | 0-6, 3-6, 6-4, 6-1, 8-6                                                                    | Tableau                                                                                    |
| 104                      | 2005       | Roland-Garros, Paris                                                                       | G. Chelem                                                                                  | 7 992 394 $                                                                                | Terre (ext.)                                                                               | Rafael Nadal                                                                               | Mariano Puerta                                                                             | 6-7, 6-3, 6-1, 7-5                                                                         | Tableau                                                                                    |
| 105                      | 2006       | Roland-Garros, Paris                                                                       | G. Chelem                                                                                  | 8 543 691 $                                                                                | Terre (ext.)                                                                               | Rafael Nadal                                                                               | Roger Federer                                                                              | 1-6, 6-1, 6-4, 7-6                                                                         | Tableau                                                                                    |
| 106                      | 2007       | Roland-Garros, Paris                                                                       | G. Chelem                                                                                  | 9 334 932 $                                                                                | Terre (ext.)                                                                               | Rafael Nadal                                                                               | Roger Federer                                                                              | 6-3, 4-6, 6-3, 6-4                                                                         | Tableau                                                                                    |
| 107                      | 2008       | Roland-Garros, Paris                                                                       | G. Chelem                                                                                  | 7 077 680 €                                                                                | Terre (ext.)                                                                               | Rafael Nadal                                                                               | Roger Federer                                                                              | 6-1, 6-3, 6-0                                                                              | Tableau                                                                                    |
| 108                      | 2009       | Roland-Garros, Paris                                                                       | G. Chelem                                                                                  | 7 322 320 €                                                                                | Terre (ext.)                                                                               | Roger Federer                                                                              | Robin Söderling                                                                            | 6-1, 7-61, 6-4                                                                             | Tableau                                                                                    |
| 109                      | 2010       | Roland-Garros, Paris                                                                       | G. Chelem                                                                                  | 7 580 800 €                                                                                | Terre (ext.)                                                                               | Rafael Nadal                                                                               | Robin Söderling                                                                            | 6-4, 6-2, 6-4                                                                              | Tableau                                                                                    |
| 110                      | 2011       | Roland-Garros, Paris                                                                       | G. Chelem                                                                                  | 7 884 000 €                                                                                | Terre (ext.)                                                                               | Rafael Nadal                                                                               | Roger Federer                                                                              | 7-5, 7-63, 5-7, 6-1                                                                        | Tableau                                                                                    |
| 111                      | 2012       | Roland-Garros, Paris                                                                       | G. Chelem                                                                                  | 8 487 000 €                                                                                | Terre (ext.)                                                                               | Rafael Nadal                                                                               | Novak Djokovic                                                                             | 6-4, 6-3, 2-6, 7-5                                                                         | Tableau                                                                                    |
| 112                      | 2013       | Roland-Garros, Paris                                                                       | G. Chelem                                                                                  | 10 104 000 €                                                                               | Terre (ext.)                                                                               | Rafael Nadal                                                                               | David Ferrer                                                                               | 6-3, 6-2, 6-3                                                                              | Tableau                                                                                    |
| 113                      | 2014       | Roland-Garros, Paris                                                                       | G. Chelem                                                                                  | 11 552 000 €                                                                               | Terre (ext.)                                                                               | Rafael Nadal                                                                               | Novak Djokovic                                                                             | 3-6, 7-5, 6-2, 6-4                                                                         | Tableau                                                                                    |
| 114                      | 2015       | Roland-Garros, Paris                                                                       | G. Chelem                                                                                  | 13 008 000 €                                                                               | Terre (ext.)                                                                               | Stanislas Wawrinka                                                                         | Novak Djokovic                                                                             | 4-6, 6-4, 6-3, 6-4                                                                         | Tableau                                                                                    |
| 115                      | 2016       | Roland-Garros, Paris                                                                       | G. Chelem                                                                                  | 16 008 750 €                                                                               | Terre (ext.)                                                                               | Novak Djokovic                                                                             | Andy Murray                                                                                | 3-6, 6-1, 6-2, 6-4                                                                         | Tableau                                                                                    |
| 116                      | 2017       | Roland-Garros, Paris                                                                       | G. Chelem                                                                                  | 16 790 000 €                                                                               | Terre (ext.)                                                                               | Rafael Nadal                                                                               | Stanislas Wawrinka                                                                         | 6-2, 6-3, 6-1                                                                              | Tableau                                                                                    |
| 117                      | 2018       | Roland-Garros, Paris                                                                       | G. Chelem                                                                                  | 18 232 000 €                                                                               | Terre (ext.)                                                                               | Rafael Nadal                                                                               | Dominic Thiem                                                                              | 6-4, 6-3, 6-2                                                                              | Tableau                                                                                    |
| 118                      | 2019       | Roland-Garros, Paris                                                                       | G. Chelem                                                                                  | 20 060 000 €                                                                               | Terre (ext.)                                                                               | Rafael Nadal                                                                               | Dominic Thiem                                                                              | 6-3, 5-7, 6-1, 6-1                                                                         | Tableau                                                                                    |
| 119                      | 2020       | Roland-Garros, Paris                                                                       | G. Chelem                                                                                  | 18 209 040 €                                                                               | Terre (ext.)                                                                               | Rafael Nadal                                                                               | Novak Djokovic                                                                             | 6-0, 6-2, 7-5                                                                              | Tableau                                                                                    |
| 120                      | 2021       | Roland-Garros, Paris                                                                       | G. Chelem                                                                                  | 17 171 108 €                                                                               | Terre (ext.)                                                                               | Novak Djokovic                                                                             | Stéfanos Tsitsipás                                                                         | 6-7, 2-6, 6-3, 6-2, 6-4                                                                    | Tableau                                                                                    |
| 121                      | 2022       | Roland-Garros, Paris                                                                       | G. Chelem                                                                                  | 21 256 800 €                                                                               | Terre (ext.)                                                                               | Rafael Nadal                                                                               | Casper Ruud                                                                                | 6-3, 6-3, 6-0                                                                              | Tableau                                                                                    |
| 122                      | 2023       | Roland-Garros, Paris                                                                       | G. Chelem                                                                                  | 23 115 000 €                                                                               | Terre (ext.)                                                                               | Novak Djokovic                                                                             | Casper Ruud                                                                                | 7-61, 6-3, 7-5                                                                             | Tableau                                                                                    |
| 123                      | 2024       | Roland-Garros, Paris                                                                       | G. Chelem                                                                                  | 24 961 000 €                                                                               | Terre (ext.)                                                                               | Carlos Alcaraz                                                                             | Alexander Zverev                                                                           | 6-3, 2-6, 5-7, 6-1, 6-2                                                                    | Tableau                                                                                    |
| 124                      | 2025       | Roland-Garros, Paris                                                                       | G. Chelem                                                                                  | ?€                                                                                         | Terre (ext.)                                                                               | Carlos Alcaraz                                                                             | Jannik Sinner                                                                              | 4-6, 64-7, 6-4, 7-63, 7-62                                                                 | Tableau                                                                                    |

## Championnat du monde sur terre battue
- Article détaillé : Championnats du monde de tennis

Ancêtre logique des Internationaux de France, les championnats du monde sur terre battue sont créés en 1912 par Duane Williams avec pour vocation de concurrencer le tournoi de Wimbledon qui attribue à l'époque le titre de champion du monde sur gazon. Les compétitions se sont déroulées à Saint-Cloud sur les courts du Stade Français, de 1912 à 1923, sauf en 1922 où le championnat du monde sur terre battue s'est déplacé à Bruxelles.
| Année | Nom et lieu du tournoi                             | Vainqueur        | Finaliste       | Score                   |
| ----- | -------------------------------------------------- | ---------------- | --------------- | ----------------------- |
| 1912  | Championnat du monde sur terre battue, Saint-Cloud | Otto Froitzheim  | Oskar Kreuzer   | 6-2, 7-5, 4-6, 6-4      |
| 1913  | Championnat du monde sur terre battue, Saint-Cloud | Anthony Wilding  | André Gobert    | 6-3, 6-3, 1-6, 6-4      |
| 1914  | Championnat du monde sur terre battue, Saint-Cloud | Anthony Wilding  | Ludwig von Salm | 6-1, 6-0, 6-0           |
| 1920  | Championnat du monde sur terre battue, Saint-Cloud | William Laurentz | André Gobert    | 9-7, 6-2, 3-6, 6-2      |
| 1921  | Championnat du monde sur terre battue, Saint-Cloud | Bill Tilden      | Jean Washer     | 6-3, 6-3, 6-3           |
| 1922  | Championnat du monde sur terre battue, Bruxelles   | Henri Cochet     | Manuel de Gomar | 6-0, 2-6, 4-6, 6-1, 6-2 |
| 1923  | Championnat du monde sur terre battue, Saint-Cloud | Bill Johnston    | Jean Washer     | 4-6, 6-2, 6-2, 4-6, 6-3 |

## Vainqueurs et Finalistes du tableauAll comers
Sur modèle des grandes compétitions internationales telles le tournoi de Wimbledon et la Coupe Davis, un Challenge Round est instauré au Championnat de France entre 1910 et 1922. Le vainqueur du tournoi « All comer's final » (finale du tout-venant) y rencontrait le vainqueur de l'édition précédente. Ci-dessous figure la liste des finalistes du tableau lors des éditions à Challenge Round. Ce dernier match n'a pas été organisé en 1910 et 1912 en raison des forfaits de Max Decugis (alors écarte par la Fédération) et d'André Gobert. Decugis est le seul en 1913 et 1914 à ne jouer qu'un match pour remporter le tournoi.
| Date | Vainqueurs      | Finaliste        | Score                   |
| 1911 | André Gobert    | Max Decugis      | 6-3, 6-1, 7-5           |
| 1913 | Georges Gault   | William Laurentz | 6-1, 3-6, 2-6, 7-5, 6-2 |
| 1914 | Jean Samazeuilh | Otto von Salm    | 0-6, 2-6, 6-3, 6-3, ab. |
| 1920 | André Gobert    | François Blanchy | 3-6, 6-1, 6-2, 6-3      |
| 1921 | Jean Samazeuilh | Jacques Brugnon  | 6-4, 2-6, 8-6, 6-2      |
| 1922 | Henri Cochet    | Jean Borotra     | 6-3, 7-5, 6-2           |

## Internationaux de France de tennis professionnels (1930 - 1968)
- Article détaillé : Championnats de France de tennis professionnels.
- Voir aussi : Tournois majeurs professionnels de tennis de l'ère pré-open.

Avant 1930, certains tournois furent quelquefois considérés comme des Internationaux de France Professionnels : la Coupe Bristol (Bristol Cup) organisée de 1920 à 1932, le plus grand tournoi professionnel du monde à l'époque ainsi que le Championnat du monde professionnel de 1925 disputé à Deauville. Par conséquent, deux tournois différents furent étiquetés par certains comme Championnats internationaux de France professionnels en 1925 (le championnat du monde professionnel à Deauville et la Coupe Bristol à Cannes) et de 1930 à 1932 (Roland-Garros et la Coupe Bristol à Beaulieu).
Les Internationaux de France de tennis professionnels débutent en 1930 et sont réservés aux joueurs professionnels parmi lesquels, à la fin de l'ère pré-open (1948-1967), se trouvaient les meilleurs joueurs du monde. Ce tournoi fut organisé à Roland-Garros sur terre battue de 1930 à 1963 et en 1968. De 1963 à 1967, il a eu lieu au stade Pierre-de-Coubertin sur parquet indoor. L'édition de 1968 eut pour titre officiel « Championnat d'Europe des professionnels ».

## Tournoi de France (1941-1945)
- Article détaillé : Tournoi de France de tennis

Pendant la Seconde Guerre mondiale, le tournoi est annulé en 1940 (le stade Roland-Garros étant réquisitionné pour en faire un camp de transit pour étrangers jugés indésirables) mais il revient dès 1941 et persiste durant toute l'occupation nazie. Il prend l'appellation de Tournoi de France ou Grands Prix de France (en 1943) et seuls les Français et quelques joueurs étrangers se disputent ces éditions sur terre battue. Effacées et oubliées des palmarès officiels par la Fédération française de tennis (qui arrête son décompte en 1939 pour ne le reprendre qu'en 1946), ces éditions ont pourtant bien eu lieu et font partie de l'histoire du tournoi.
| Année | Nom et lieu du tournoi                      | Vainqueur         | Finaliste         | Score                   |
| ----- | ------------------------------------------- | ----------------- | ----------------- | ----------------------- |
| 1941  | Tournoi de France, Roland-Garros, Paris     | Bernard Destremau | Robert Ramillon   | 6-4, 2-6, 6-3, 6-4      |
| 1942  | Tournoi de France, Roland-Garros, Paris     | Bernard Destremau | Christian Boussus | 5-7, 6-4, 6-4, 6-1      |
| 1943  | Tournoi de France, Roland-Garros, Paris     | Yvon Petra        | Henri Cochet      | 6-3, 6-3, 6-8, 2-6, 6-4 |
| 1944  | Grands Prix de France, Roland-Garros, Paris | Yvon Petra        | Marcel Bernard    | 6-1, 4-6, 4-6, 7-5, 6-2 |
| 1945  | Tournoi de France, Roland-Garros, Paris     | Yvon Petra        | Bernard Destremau | 7-5, 6-4, 6-2           |

## Nombre de titres par nation
| Pays        | Titres | Premier | Dernier | Joueurs |
| ----------- | ------ | ------- | ------- | ------- |
| France      | 37     | 1892    | 1946    | 13      |
| Australie   | 9      | 1933    | 1967    | 8       |
| États-Unis  | 7      | 1938    | 1955    | 5       |
| Allemagne   | 3      | 1934    | 1937    | 2       |
| Royaume-Uni | 2      | 1891    | 1935    | 2       |
| Égypte      | 2      | 1951    | 1952    | 1       |
| Italie      | 2      | 1959    | 1960    | 1       |
| Espagne     | 2      | 1961    | 1964    | 1       |
| Hongrie     | 1      | 1947    | 1947    | 1       |
| Suède       | 1      | 1957    | 1957    | 1       |

| Pays            | Titres | Premier | Dernier | Joueurs |
| --------------- | ------ | ------- | ------- | ------- |
| Espagne         | 22     | 1972    | 2025    | 7       |
| Suède           | 9      | 1974    | 1988    | 2       |
| Tchécoslovaquie | 5      | 1970    | 1987    | 2       |
| États-Unis      | 4      | 1989    | 1999    | 3       |
| Brésil          | 3      | 1997    | 2001    | 1       |
| Serbie          | 3      | 2016    | 2023    | 1       |
| Australie       | 2      | 1968    | 1969    | 2       |
| Argentine       | 2      | 1977    | 2004    | 2       |
| Suisse          | 2      | 2009    | 2015    | 2       |
| Roumanie        | 1      | 1973    | 1973    | 1       |
| France          | 1      | 1983    | 1983    | 1       |
| Italie          | 1      | 1976    | 1976    | 1       |
| Équateur        | 1      | 1990    | 1990    | 1       |
| Autriche        | 1      | 1995    | 1995    | 1       |
| Russie          | 1      | 1996    | 1996    | 1       |